# Atomaria fuscata
Atomaria fuscata är en skalbaggsart som först beskrevs av Carl Johan Schönherr 1808.  Atomaria fuscata ingår i släktet Atomaria, och familjen fuktbaggar. Arten är reproducerande i Sverige.